# Distretto di Deoghar
Il distretto di Deoghar è un distretto del Jharkhand, in India, di 1 161 370 abitanti. Il suo capoluogo è Deoghar.